# Sebastián Soria
Andrés Sebastián Soria Quintana (Paysandú, 8 de noviembre de 1983) es un futbolista uruguayo, nacionalizado catarí, que juega como delantero en el Qatar SC de la Qatar Stars League.

## Trayectoria

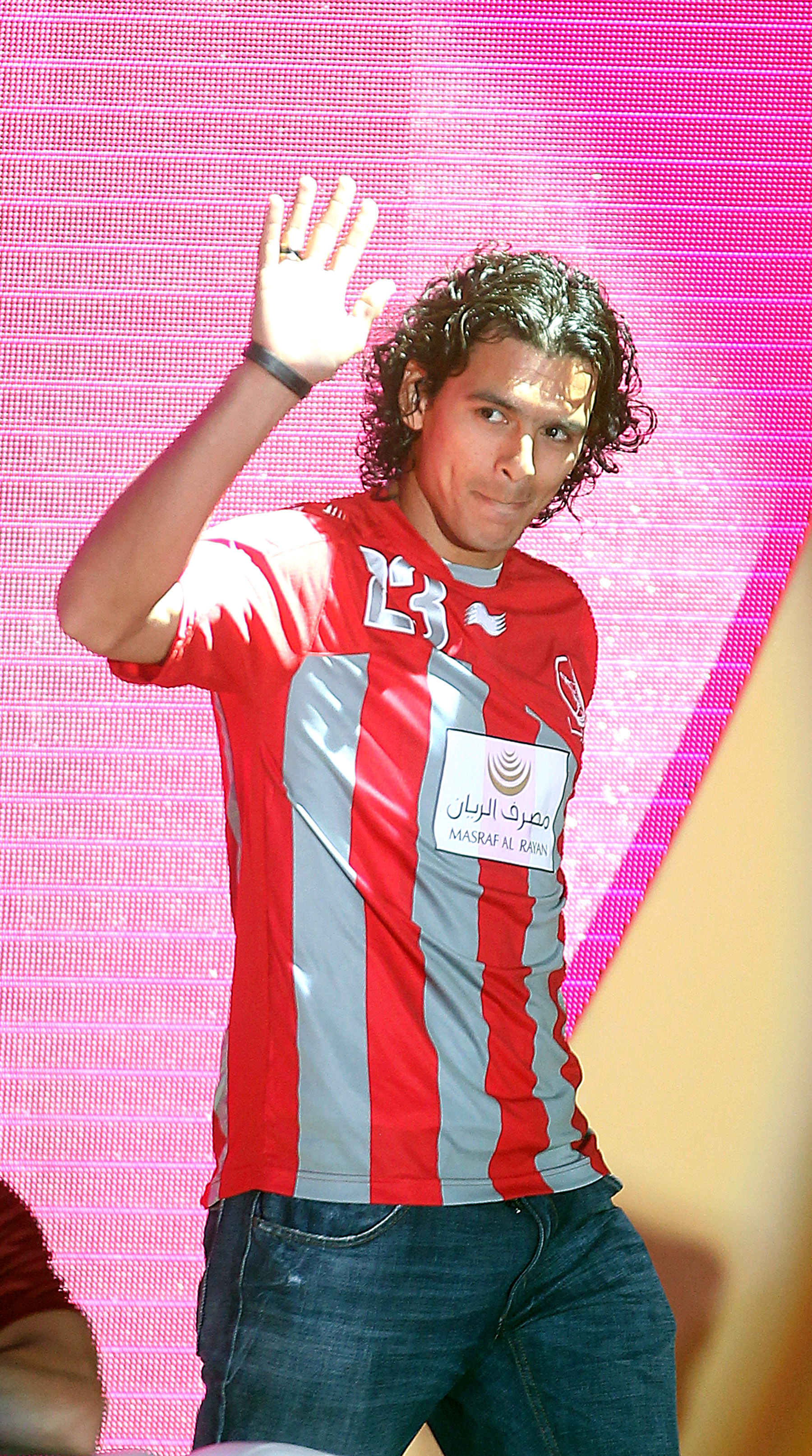
Soria en Qatar en el año 2012.

En su ciudad natal jugó en el Club Atlético Centenario Uruguayo y en el 18 de Julio F.C y en la selección de Paysandú. En el 2002, su primer equipo profesional fue Liverpool Fútbol Club, y luego se fue al fútbol catarí. Jugó la temporada 2004/2005 en el Al-Gharrafa y en 2005 es traspasado al Qatar SC. En 2012 ficha por el Lekhwiya SC.
Es jugador habitual en la Selección de fútbol de Catar. Primero había participado en la selección sub-23 donde anotó 6 goles, y luego comenzó a hacerlo para la absoluta, defendiéndola en la Copa de Asia 2007 y en las eliminatorias para el mundial de fútbol de Sudáfrica 2010, Brasil 2014 y Rusia 2018. Esta internacionalización como catarí le ha permitido ser uno de los candidatos como Jugador Asiático del Año, en 2008.

## Selección nacional

### Goles con la selección de Catar
| #   | Día                      | Lugar                          | Rival                  | Marcador | Resultado | Competición                     |
| --- | ------------------------ | ------------------------------ | ---------------------- | -------- | --------- | ------------------------------- |
| 1.  | 9 de julio de 2007       | Hanói, Vietnam                 | Japón                  | 1–1      | Empate    | Copa Asiática 2007              |
| 2.  | 12 de julio de 2007      | Hanói, Vietnam                 | Vietnam                | 1–1      | Empate    | Copa Asiática 2007              |
| 3.  | 16 de julio de 2007      | Ciudad de Ho Chi Minh, Vietnam | Emiratos Árabes Unidos | 1–2      | Derrota   | Copa Asiática 2007              |
| 4.  | 16 de octubre de 2007    | Doha, Catar                    | Irak                   | 3–2      | Victoria  | Amistoso                        |
| 5.  | 21 de octubre de 2007    | Colombo, Sri Lanka             | Sri Lanka              | 1–0      | Victoria  | Eliminatorias Sudáfrica 2010    |
| 6.  | 28 de octubre de 2007    | Doha, Catar                    | Sri Lanka              | 5–0      | Victoria  | Eliminatorias Sudáfrica 2010    |
| 7.  | 28 de octubre de 2007    | Doha, Catar                    | Sri Lanka              | 5–0      | Victoria  | Eliminatorias Sudáfrica 2010    |
| 8.  | 4 de marzo de 2008       | Doha, Catar                    | Baréin                 | 1–2      | Derrota   | Amistoso                        |
| 9.  | 16 de marzo de 2008      | Doha, Catar                    | Jordania               | 2–1      | Victoria  | Amistoso                        |
| 10. | 23 de mayo de 2008       | Doha, Catar                    | Kuwait                 | 1–1      | Empate    | Amistoso                        |
| 11. | 27 de mayo de 2008       | Doha, Catar                    | Líbano                 | 2–1      | Victoria  | Amistoso                        |
| 12. | 27 de mayo de 2008       | Doha, Catar                    | Líbano                 | 2–1      | Victoria  | Amistoso                        |
| 13. | 7 de junio de 2008       | Tianjin, China                 | China                  | 1–0      | Victoria  | Eliminatorias Sudáfrica 2010    |
| 14. | 20 de agosto de 2008     | Doha, Catar                    | Tayikistán             | 5–0      | Victoria  | Amistoso                        |
| 15. | 10 de septiembre de 2008 | Doha, Catar                    | Baréin                 | 1–1      | Empate    | Eliminatorias Sudáfrica 2010    |
| 16. | 30 de diciembre de 2008  | Doha, Catar                    | Libia                  | 5–2      | Victoria  | Amistoso                        |
| 17. | 21 de marzo de 2009      | Aleppo, Siria                  | Siria                  | 0–1      | Victoria  | Amistoso                        |
| 18. | 21 de marzo de 2009      | Aleppo, Siria                  | Siria                  | 0–2      | Victoria  | Amistoso                        |
| 19. | 8 de octubre de 2009     | Rijeka, Croacia                | Croacia                | 2–3      | Derrota   | Amistoso                        |
| 20. | 16 de diciembre de 2010  | Doha, Catar                    | Egipto                 | 2–1      | Victoria  | Amistoso                        |
| 21. | 22 de diciembre de 2010  | Doha, Catar                    | Estonia                | 2–0      | Victoria  | Amistoso                        |
| 22. | 21 de enero de 2011      | Doha, Catar                    | Japón                  | 2–3      | Derrota   | Copa Asiática 2011              |
| 23. | 11 de noviembre de 2011  | Doha, Catar                    | Indonesia              | 4–0      | Victoria  | Eliminatorias Brasil 2014       |
| 24. | 3 de junio de 2012       | Beirut, Líbano                 | Líbano                 | 1–0      | Victoria  | Eliminatorias Brasil 2014       |
| 25. | 6 de septiembre de 2012  | Ingolstadt, Alemania           | Tayikistán             | 1–2      | Derrota   | Amistoso                        |
| 26. | 7 de noviembre de 2012   | Doha, Catar                    | Irak                   | 2–1      | Victoria  | Amistoso                        |
| 27. | 14 de noviembre de 2012  | Doha, Catar                    | Líbano                 | 1–0      | Victoria  | Eliminatorias Brasil 2014       |
| 28. | 9 de septiembre de 2013  | Doha, Catar                    | Líbano                 | 1–1      | Empate    | Amistoso                        |
| 29. | 13 de octubre de 2013    | Doha, Catar                    | Yemen                  | 6–0      | Victoria  | Eliminatoria Copa Asiática 2015 |
| 30. | 15 de noviembre de 2013  | Al Ain, EAU                    | Yemen                  | 4–1      | Victoria  | Eliminatoria Copa Asiática 2015 |
| 31. | 6 de octubre de 2014     | Doha, Catar                    | Uzbekistán             | 3–0      | Victoria  | Amistoso                        |
| 32. | 24 de marzo de 2016      | Doha, Catar                    | Hong Kong              | 2–0      | Victoria  | Eliminatorias Rusia 2018        |
| 33. | 18 de agosto de 2016     | Luzern, Suiza                  | Jordania               | 3–2      | Victoria  | Amistoso                        |
| 34. | 18 de agosto de 2016     | Luzern, Suiza                  | Jordania               | 3–2      | Victoria  | Amistoso                        |
| 35. | 18 de agosto de 2016     | Luzern, Suiza                  | Jordania               | 3–2      | Victoria  | Amistoso                        |
| 36. | 29 de septiembre de 2016 | Doha, Catar                    | Serbia                 | 3–0      | Victoria  | Amistoso                        |
| 37. | 29 de septiembre de 2016 | Doha, Catar                    | Serbia                 | 3–0      | Victoria  | Amistoso                        |
| 38. | 29 de septiembre de 2016 | Doha, Catar                    | Serbia                 | 3–0      | Victoria  | Amistoso                        |
| 39. | 6 de octubre de 2016     | Suwon, Corea del Sur           | Corea del Sur          | 2–3      | Derrota   | Eliminatoria Rusia 2018         |
| 40. | 17 de enero de 2017      | Doha, Catar                    | Moldavia               | 1–1      | Empate    | Amistoso                        |

## Clubes

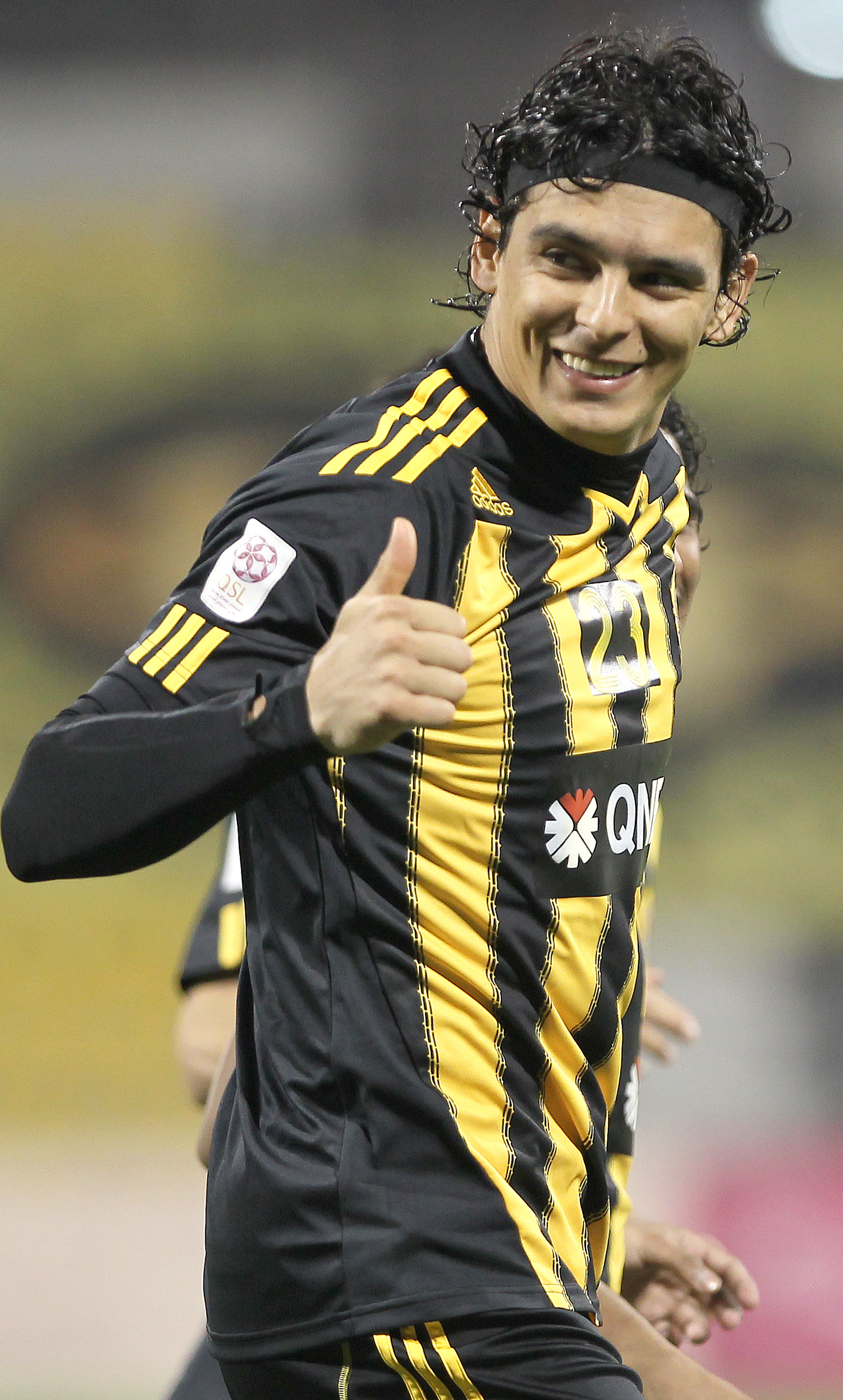
Sebastián Soria en 2012.

| Club                | País                | Div.                | Año                 | Partidos | Goles |
| ------------------- | ------------------- | ------------------- | ------------------- | -------- | ----- |
| CA Centenario       | Uruguay             | Regional Paysandú   | 2002                | 9        | 9     |
| Liverpool           | Uruguay             | Primera División    | 2002-2004           | 57       | 14    |
| Al-Gharrafa         | Catar               | Primera División    | 2004-2005           | 32       | 17    |
| Qatar SC            | Catar               | Primera División    | 2005-2012           | 192      | 128   |
| Lekhwiya            | Catar               | Primera División    | 2012-2015           | 93       | 58    |
| Al-Rayyan           | Catar               | Primera División    | 2015-2020           | 142      | 48    |
| Al-Arabi            | Catar               | Primera División    | 2020-2021           | 27       | 4     |
| Qatar SC            | Catar               | Primera División    | 2021-presente       | 92       | 20    |
| Total en su carrera | Total en su carrera | Total en su carrera | Total en su carrera | 634      | 295   |

## Estadísticas

### Clubes
| Club                 | Temporada     | Liga          | Liga  | Liga  | Copas Nacionales | Copas Nacionales | Torneos Internacionales | Torneos Internacionales | Otros | Otros | Total | Total |
| Club                 | Temporada     | Div.          | Part. | Goles | Part.            | Goles            | Part.                   | Goles                   | Part. | Goles | Part. | Goles |
| -------------------- | ------------- | ------------- | ----- | ----- | ---------------- | ---------------- | ----------------------- | ----------------------- | ----- | ----- | ----- | ----- |
| Centenario · Uruguay | 2002          | Reg.          | 9     | 9     | —                | —                | —                       | —                       | —     | —     | 9     | 9     |
| Centenario · Uruguay | Total         | Total         | 9     | 9     | 0                | 0                | 0                       | 0                       | 0     | 0     | 9     | 9     |
| Liverpool · Uruguay  | 2002          | 1.ª           | 8     | 3     | —                | —                | —                       | —                       | —     | —     | 8     | 3     |
| Liverpool · Uruguay  | 2003          | 1.ª           | 26    | 3     | 7                | 3                | —                       | —                       | —     | —     | 33    | 6     |
| Liverpool · Uruguay  | 2004          | 1.ª           | 16    | 5     | —                | —                | —                       | —                       | —     | —     | 16    | 5     |
| Liverpool · Uruguay  | Total         | Total         | 50    | 11    | 7                | 3                | 0                       | 0                       | 0     | 0     | 57    | 14    |
| Al-Gharafa Catar     | 2004–05       | 1.ª           | 26    | 14    | 1                | 0                | —                       | —                       | 5     | 3     | 32    | 17    |
| Al-Gharafa Catar     | Total         | Total         | 26    | 14    | 1                | 0                | 0                       | 0                       | 5     | 3     | 32    | 17    |
| Qatar SC Catar       | 2005–06       | 1.ª           | 25    | 19    | 2                | 1                | —                       | —                       | 6     | 3     | 33    | 23    |
| Qatar SC Catar       | 2006–07       | 1.ª           | 21    | 10    | 2                | 3                | —                       | —                       | —     | —     | 23    | 13    |
| Qatar SC Catar       | 2007–08       | 1.ª           | 23    | 18    | 2                | 1                | —                       | —                       | 2     | 0     | 27    | 19    |
| Qatar SC Catar       | 2008–09       | 1.ª           | 23    | 19    | 2                | 1                | —                       | —                       | 2     | 0     | 27    | 20    |
| Qatar SC Catar       | 2009–10       | 1.ª           | 20    | 17    | 2                | 1                | 8                       | 3                       | 4     | 3     | 34    | 24    |
| Qatar SC Catar       | 2010–11       | 1.ª           | 20    | 12    | 2                | 2                | —                       | —                       | 4     | 4     | 26    | 18    |
| Qatar SC Catar       | 2011–12       | 1.ª           | 20    | 9     | 2                | 2                | —                       | —                       | —     | —     | 22    | 11    |
| Al-Duhail Catar      | 2012–13       | 1.ª           | 22    | 19    | 1                | 2                | 7                       | 4                       | 2     | 0     | 32    | 25    |
| Al-Duhail Catar      | 2013–14       | 1.ª           | 20    | 12    | —                | —                | 5                       | 2                       | 1     | 2     | 26    | 16    |
| Al-Duhail Catar      | 2014–15       | 1.ª           | 22    | 11    | 1                | 0                | 7                       | 2                       | 3     | 2     | 33    | 15    |
| Al-Duhail Catar      | Total         | Total         | 64    | 42    | 2                | 2                | 19                      | 8                       | 6     | 4     | 93    | 58    |
| Al-Rayyan Catar      | 2015–16       | 1.ª           | 25    | 10    | 2                | 1                | —                       | —                       | 1     | 0     | 28    | 11    |
| Al-Rayyan Catar      | 2016–17       | 1.ª           | 22    | 6     | 3                | 0                | 6                       | 1                       | 2     | 0     | 33    | 7     |
| Al-Rayyan Catar      | 2017–18       | 1.ª           | 20    | 11    | —                | —                | 5                       | 1                       | 5     | 3     | 30    | 15    |
| Al-Rayyan Catar      | 2018–19       | 1.ª           | 20    | 6     | 2                | 0                | 6                       | 2                       | 5     | 5     | 33    | 13    |
| Al-Rayyan Catar      | 2019–20       | 1.ª           | 17    | 2     | 1                | 0                | —                       | —                       | —     | —     | 18    | 2     |
| Al-Rayyan Catar      | Total         | Total         | 104   | 35    | 8                | 1                | 17                      | 4                       | 13    | 8     | 142   | 48    |
| Al-Arabi Catar       | 2020–21       | 1.ª           | 19    | 2     | 3                | 0                | —                       | —                       | 5     | 2     | 27    | 4     |
| Al-Arabi Catar       | Total         | Total         | 19    | 2     | 3                | 0                | 0                       | 0                       | 5     | 2     | 27    | 4     |
| Qatar SC Catar       | 2021–22       | 1.ª           | 18    | 8     | 2                | 0                | —                       | —                       | 3     | 3     | 23    | 11    |
| Qatar SC Catar       | 2022–23       | 1.ª           | 18    | 4     | 1                | 0                | —                       | —                       | 9     | 2     | 28    | 6     |
| Qatar SC Catar       | 2023–24       | 1.ª           | 18    | 0     | 3                | 0                | —                       | —                       | 3     | 0     | 24    | 0     |
| Qatar SC Catar       | 2024–25       | 1.ª           | 11    | 2     | 1                | 0                | —                       | —                       | 3     | 1     | 15    | 3     |
| Qatar SC Catar       | Total         | Total         | 209   | 116   | 24               | 11               | 8                       | 3                       | 33    | 15    | 274   | 145   |
| Total carrera        | Total carrera | Total carrera | 466   | 220   | 45               | 17               | 44                      | 15                      | 62    | 32    | 604   | 284   |

### Selección
| Selección             | Año                   | Partidos | Goles |
| --------------------- | --------------------- | -------- | ----- |
| Catar Sub-23          |                       |          |       |
| 2008                  | 1                     | 1        |       |
| 2009                  | 2                     | 0        |       |
| 2010                  | 2                     | 0        |       |
| 2011                  | 1                     | 0        |       |
| 2012                  | 2                     | 1        |       |
| 2013                  | 3                     | 1        |       |
| 2017                  | 1                     | 1        |       |
| Total                 | Total                 | 12       | 4     |
| Catar Absoluta        | 2006                  | 1        | 0     |
| Catar Absoluta        | 2007                  | 15       | 7     |
| Catar Absoluta        | 2008                  | 17       | 8     |
| Catar Absoluta        | 2009                  | 12       | 3     |
| Catar Absoluta        | 2010                  | 9        | 2     |
| Catar Absoluta        | 2011                  | 14       | 2     |
| Catar Absoluta        | 2012                  | 9        | 3     |
| Catar Absoluta        | 2013                  | 12       | 2     |
| Catar Absoluta        | 2014                  | 5        | 1     |
| Catar Absoluta        | 2015                  | 3        | 0     |
| Catar Absoluta        | 2016                  | 11       | 8     |
| Catar Absoluta        | 2017                  | 3        | 0     |
| Total                 | Total                 | 126      | 36    |
| Total Selección Catar | Total Selección Catar | 138      | 40    |

## Palmarés

### Campeonatos nacionales
| Título        | Club      | País  | Año  |
| ------------- | --------- | ----- | ---- |
| Liga de Catar | Lekhwiya  | Catar | 2014 |
| Liga de Catar | Lekhwiya  | Catar | 2015 |
| Liga de Catar | Al-Rayyan | Catar | 2016 |

### Distinciones individuales
| Distinción                                                          | Año     |
| ------------------------------------------------------------------- | ------- |
| Máximo goleador de la Liga de Catar (19 goles)                      | 2012-13 |
| Máximo goleador histórico de la Liga de fútbol de Catar (209 goles) |         |